# Marienhafe
Marienhafe is een gemeente in de Duitse deelstaat Nedersaksen. De gemeente ligt in de regio Oost-Friesland en is het bestuurscentrum van de Samtgemeinde Brookmerland, behorend bij de Landkreis Aurich. Marienhafe telt 2.369 inwoners en is qua oppervlakte een van de kleinste gemeenten van Nedersaksen.

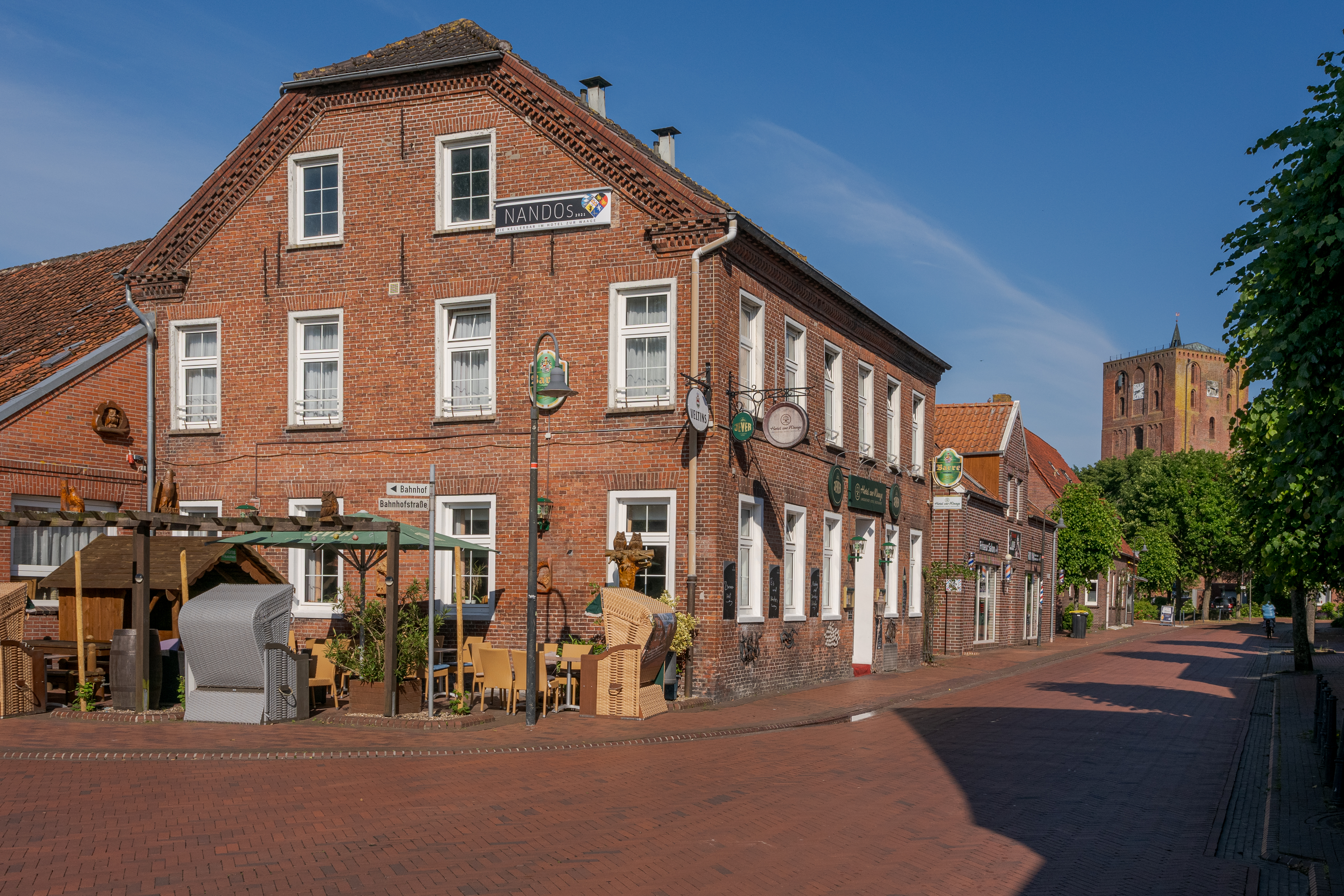
Hotel zur Waage en de toren van de Mariakerk

Tot Marienhafe behoort ook het oostelijker gelegen dorp Tjüche, dat in 1972 toegevoegd werd aan de gemeente. Het aangrenzende dorp Upgant-Schott is grotendeels aan de zuidkant van Marienhafe vastgebouwd.
Marienhafe heeft een station aan de spoorlijn Emden-Norden, waar incidenteel ook intercity-treinen stoppen. Oostelijk om het centrum van het dorp heen loopt de vernieuwde Bundesstraße 72.

## Geschiedenis

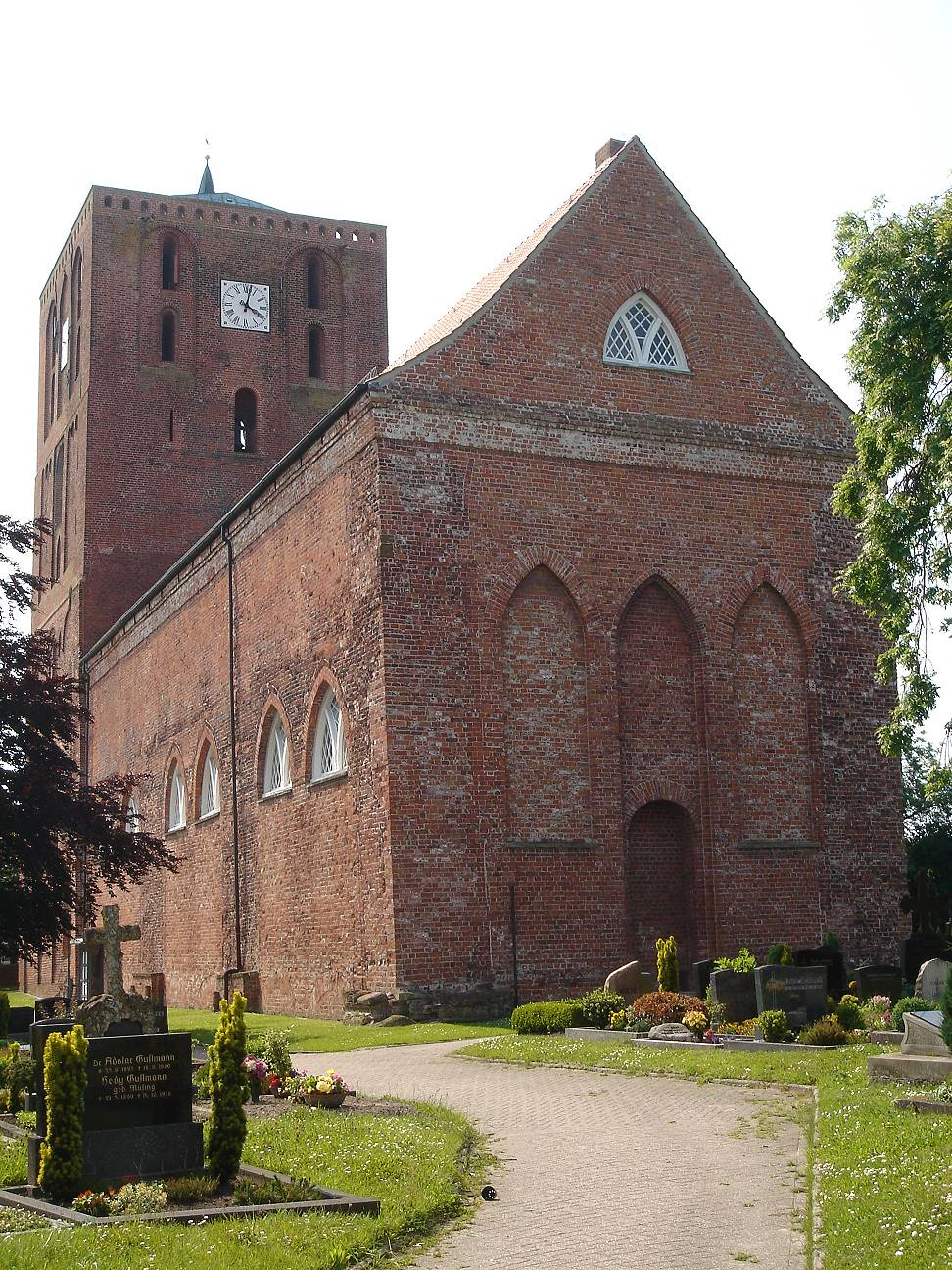
De Marienkirche[2] in Marienhafe
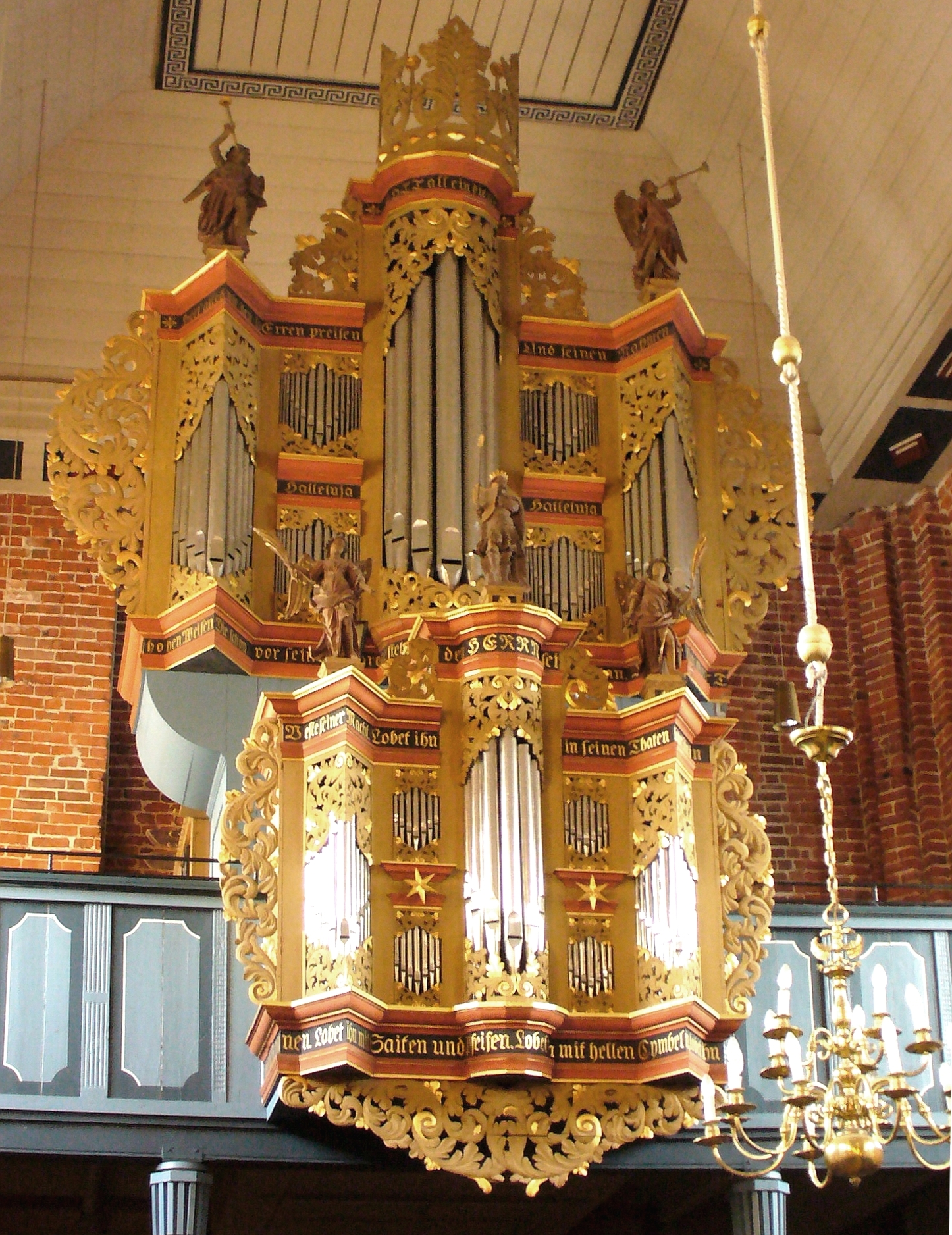
Orgel in de kerk van Marienhafe (1713)
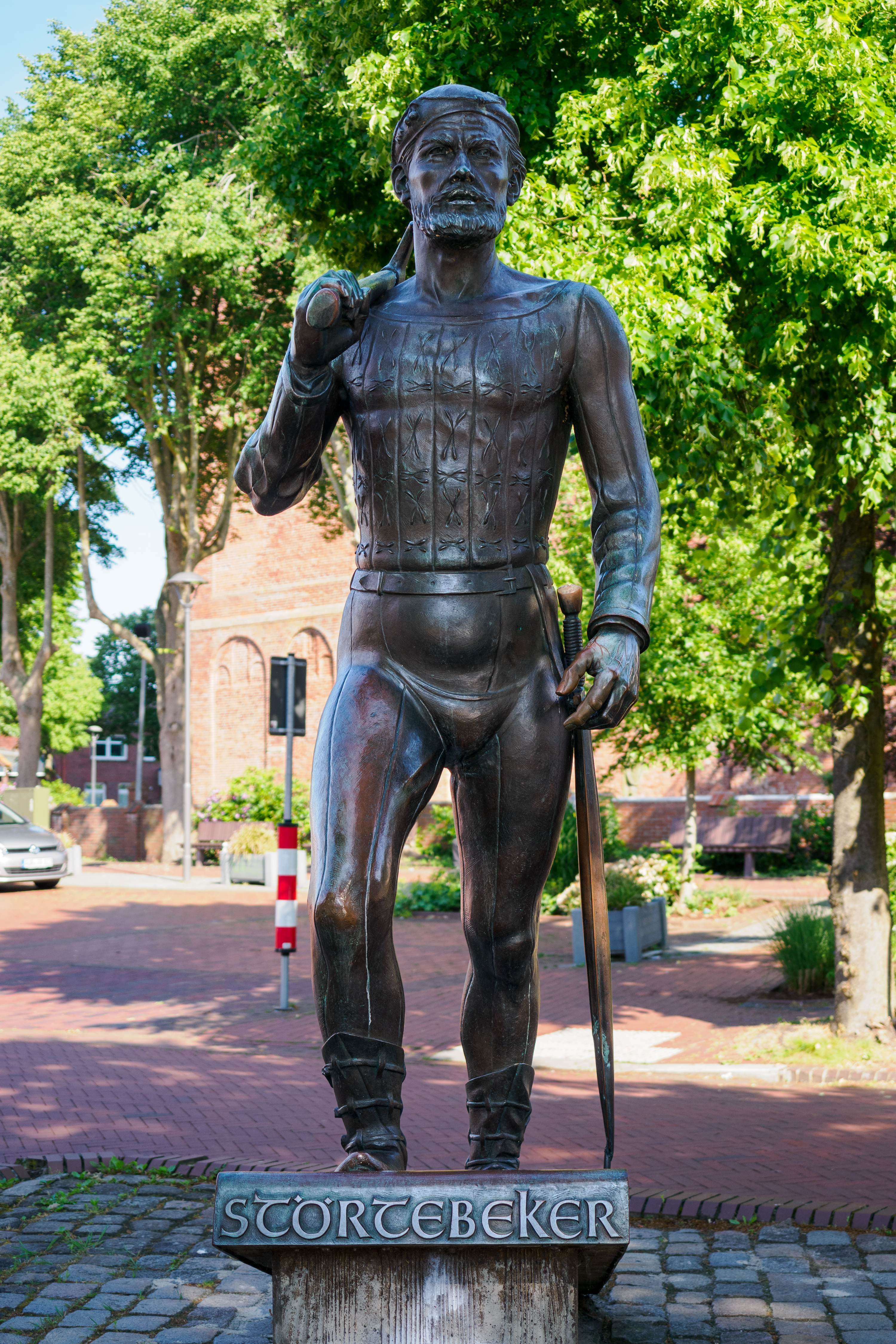
Störtebeker in Marienhafe

Marienhafe is de hoofdplaats van het historische Brookmerland. De in de 13e eeuw gestichte plaats lag sinds de stormvloeden van de 14e eeuw aan de Leybocht en daarmee aan zee. Het had een grote, driebeukige kerk met een bijna 80 meter hoge toren die als baken, en in geval van oorlog en belegering, als vluchtburcht fungeerde. Een politieke tegenslag voor Marienhafe was  de nederlaag van hoofdeling Ocko II tom Brok tegen zijn rivaal Focko Ukena in de Slag op de Wilde Ackers in 1427. Deze vond vermoedelijk plaats binnen het gemeentegebied van Marienhafe, ten zuiden van de plaats.
In Marienhafe staat een monument ter ere van Klaus Störtebeker, de kaper en leider van de Likedelers die hier in 1396 dankzij hulp van de plaatselijke hoofdeling Widzel tom Brok zijn steunpunt en onderduikadres (in de kerk!) had. In het plaatsje is ook een straat naar hem genoemd. Dit is echter slechts een klein, doodlopend straatje in een woonwijk.
Marienhafe verkreeg in ieder geval voor de 16e eeuw het marktrecht en de status van vlek, en is vanaf de vroege 15e eeuw tot 1557 zelfs ommuurd geweest. In 1527 werd de plaats door de Reformatie evangelisch-luthers. In de 16e eeuw was het vlek ook zetel van een drost van een lokale bestuurseenheid met de naam  Amtbezirk Brokmerland. Tot in de 19e eeuw bleef Marienhafe een regionaal bestuurscentrum met lokale rechtspraak.
Sinds Marienhafe door achtereenvolgende landaanwinning weer in het binnenland kwam te liggen, nam de betekenis van de plaats sterk af en verloor de toren zijn voornaamste functie. In 1829 werden de na de instorting van het koorgewelf in 1819 bouwvallig geworden kerk en ook de toren aanzienlijk verkleind; de toren verloor de helft van zijn vroegere hoogte. Het orgel in de kerk dateert uit 1713 en is gebouwd door Gerhard von Holy uit Aurich.
In de Tweede Wereldoorlog werd het huis van een in 1933 verjaagde, vooraanstaande joodse familie gevorderd als kamp voor enkele tientallen Russische krijgsgevangenen. Dezen moesten dwangarbeid als boerenknecht en bij allerlei graafwerk verrichten. Kort na de oorlog werden in Marienhafe enkele honderden Heimatvertriebene ondergebracht, zodat dezen rond 1947 een kwart van de totale bevolking uitmaakten.
- Gemeinsame Normdatei: 4037548-1
- Library of Congress Control Number: nr88000820
- Virtual International Authority File: 125933126